# Annemieke Roobeek
Johanna Maria (Annemieke) Roobeek (Amsterdam, 13 oktober 1958) is een Nederlandse wetenschapper en bestuurder.

## Biografie
Roobeek studeerde politicologie aan de Universiteit van Amsterdam. Na haar afstuderen werkte ze enige tijd als stewardess voor de KLM, daarnaast bleef ze als promovendus verbonden aan de universiteit. In 1988 promoveerde Roobeek tot doctor in de economische wetenschappen en  werd wetenschappelijk onderzoeker.
 
In 1994 werd Roobeek benoemd tot hoogleraar. Eerst bekleedde ze de Wibautleerstoel voor studie van grootstedelijke problematiek (tot 1997), daarna was ze van september 1997 tot februari 2002 hoogleraar politiek en strategie.

Sinds 1989 is Roobeek als hoogleraar strategie en transformatiemanagement verbonden aan Nyenrode Business Universiteit.
Naast haar wetenschappelijk werk is Roobeek actief als adviseur en bestuurder. Ze heeft drie eigen bedrijven: Open Dialogue (consultancy), MeetingMoreMinds (consultancy) en XL Labs (innovatie). Roobeek was commissaris van een aantal grote bedrijven, waaronder PCM Uitgevers (1997 - 2007), Draka (2005 – 2010) en Solvay (2009 – 2010). Anno 2017 is Roobeek commissaris van Abbott (sinds 2010), ABN Amro (sinds 2010) en KLM (sinds 2011).

Volgens het jaarlijkse onderzoek van de Volkskrant behoorde Roobeek in 2016 tot de 200 meest invloedrijke Nederlanders.